# Хмелево-Велике
Хмелево-Велике (пол. Chmielewo Wielkie) — село в Польщі, у гміні Вечфня-Косьцельна Млавського повіту Мазовецького воєводства.
Населення — 134 особи (2011).
У 1975-1998 роках село належало до Цехановського воєводства.

## Демографія
Демографічна структура станом на 31 березня 2011 року:
|          | Загалом | Допрацездатний вік | Працездатний вік | Постпрацездатний вік |
| -------- | ------- | ------------------ | ---------------- | -------------------- |
| Чоловіки | 66      | 18                 | 42               | 6                    |
| Жінки    | 68      | 14                 | 40               | 14                   |
| Разом    | 134     | 32                 | 82               | 20                   |